# 三冠 (競馬)
競馬における三冠（さんかん、Triple Crown）とは競馬の競走のうち特定の3競走を指す。
一般に1シーズンの間、この3競走すべてに優勝した馬を三冠馬と呼ぶ。

## 略史
「Triple Crown」という表現はアメリカでケンタッキーダービー、プリークネスステークス、ベルモントステークスの3競走を制覇したものを表現するために生まれたものとされ、それがイギリスにも伝わって、2000ギニーステークス、ダービーステークス、セントレジャーステークスの3競走を「Triple Crown」と言うようになったと主張されている。
しかし、実際にはアメリカの三冠が成立する遥か以前からイギリスやニュージーランドでは、イギリスの三冠を指して「Triple Crown」という用語が使用されていた。
イギリスのクラシック競走体系を導入した日本では、「三冠」という表現は「クラシック競走」である3競走（皐月賞、東京優駿、菊花賞）の総称として使われてきた。日本では狭義の「三冠」として、この3競走、もしくはこの3競走に相当する3つの競走を特別に「三冠」と表現する。
広義には、「特定の（重要な）3競走」を「三冠（Triple Crown、triple crown）」と表現することもある（牝馬三冠については「Fillies Triple Crown」（イギリス）や「Triple Tiara」（アメリカ）と表現されることもある（後述参照））。本項では、こうした用法も含めて「三冠（Triple Crown）」と表現される競走を扱う。

### イギリスの「三大競走」と「クラシック」
19世紀のイギリスでは、18世紀に創設されたダービーステークス、オークスステークス、セントレジャーステークスを「三大競走（Three Great Races）」と呼ぶようになった。
19世紀の半ばには、ウェストオーストラリアンやグラディアトゥールが、2000ギニーステークス（1809年創設）と、ダービーステークス、セントレジャーステークスの3競走を制すると、3歳の一流馬はこの3競走を目標にするのが慣例となっていった。
これに牝馬の1000ギニーステークス、オークスステークスを加えた5競走が、「イギリスクラシック（“British Classics”）」と呼ばれるようになった。

### 表現の起源
初めて三冠（Triple Crown）という表現が用いられたのは、1930年のアメリカと考えられている。この年、ギャラントフォックスがケンタッキーダービー、プリークネスステークス、ベルモントステークスを勝つと、アメリカの競馬新聞「デイリーレーシングフォーム」のコラムニスト、チャールズ・ハットン（Charles Hatton）が記事中で「Triple Crown」と用いたのが、はっきりと判っている最初の例とされている。このとき、ハットンは19世紀のイギリスのウェストオーストラリアンを引き合いに出した。ウェストオーストラリアンは2000ギニーステークス、ダービーステークス、セントレジャーステークスを勝っており、いまでは「初代の三冠馬」とされている。
一方、アメリカの新聞「ニューヨーク・タイムズ」はこの定説を認めながらも、これより早く、少なくとも1923年から「三冠（Triple Crown）」という語を使用していたと主張している。
と、主張されることもあるが、実際にはアメリカよりもイギリスクラシックの「三冠（Triple Crown）」の方が用語としては先行している。例えば、ニュージーランドのオークランド・スター紙やリトルトンタイムズ紙は、1897年にガルティーモアがイギリスクラシック三冠達成の際に、「Triple Crown」を達成したと伝えている。1886年のオーモンド三冠達成の際にも、ニュージーランド・ヘラルド紙が「Triple Crown」を用いている。1886年にイギリスで発行された「Horse-Racing in France - A History 1886」でもグラディアトゥールの節で、「Triple Crown」が用いられている。
1935年に、アメリカではオマハがケンタッキーダービー、プリークネスステークス、ベルモントステークスを勝ち、イギリスではバーラムが2000ギニーステークス、ダービーステークス、セントレジャーステークスを勝った。「デイリーレーシングフォーム」によれば、この頃からアメリカやイギリスで「三冠（Triple Crown）」という表現が普及した。

### 派生した用法
これとは別に、特定の3戦をまとめて「三冠」と称する場合もある。たとえば、イギリスの代表的な古馬戦のゴールドカップ、グッドウッドカップ、ドンカスターカップの3つのカップ戦を「長距離三冠（Stayers' Triple Crown）」と呼ぶようになった。
旧ソビエト連邦では、2歳馬の最大の競走「МИ（MI）カリーニン記念」、3歳馬の最大の競走「ソビエト・ダービー（ボリショイ・フシエソユツニー賞）」、古馬の最大の競走「ソビエト社会主義共和国賞」を全て勝つと「三冠」と言われる。

### 日本の「五冠」「七冠」
日本では、シンザンが1964年に史上2頭目の日本三冠馬となった。シンザンはその後、有馬記念と天皇賞（秋）を制したことから「五冠馬」と呼ばれるようになった。これに倣い、1984年に三冠を達成し、その後に有馬記念（2回）、天皇賞、ジャパンカップを勝ったシンボリルドルフは「七冠馬」と呼ばれるようになった。後にディープインパクトも「七冠馬」と呼ばれている。また、牝馬三冠に加えてジャパンカップやドバイターフ等を勝利したアーモンドアイは「九冠馬」と呼ばれることがある。

## 日本の三冠競走

### 日本
日本には、中央競馬（JRA）と地方競馬（各地方の主催者が施行）が併存し、それぞれ独自の競走体系を持っているため多種多様な三冠が存在する。

#### 中央競馬の3歳三冠
- クラシック三冠（1939 - ）[14] - 皐月賞、 東京優駿（日本ダービー）、 菊花賞

達成馬はセントライト（1941年）、シンザン（1964年）、ミスターシービー（1983年）、シンボリルドルフ（1984年、無敗）、ナリタブライアン（1994年）、ディープインパクト（2005年、無敗）、オルフェーヴル（2011年）、コントレイル（2020年、無敗）の8頭。
- 牝馬三冠（1970 - ）[15] - 桜花賞、優駿牝馬（オークス）、秋華賞
  - 1970 - 1975：桜花賞、優駿牝馬、ビクトリアカップ
  - 1976 - 1995：桜花賞、優駿牝馬、エリザベス女王杯
  - 1996 - ：桜花賞、優駿牝馬、秋華賞

達成馬はメジロラモーヌ（1986年）、スティルインラブ（2003年）、アパパネ（2010年）、ジェンティルドンナ（2012年）、アーモンドアイ（2018年）、デアリングタクト（2020年、無敗）、リバティアイランド（2023年）の7頭。その他、牝馬三冠競走の整備以前である1943年に東京優駿・優駿牝馬・菊花賞を制覇した牝馬クリフジを「変則三冠」と呼ぶことがある。

#### ダートグレード競走の3歳三冠
- 3歳ダート三冠（2024 - ）[17] - 羽田盃、東京ダービー、ジャパンダートクラシック

#### 地方競馬の世代別三冠
- 北海道三冠（1980 - ）[18] - 北斗盃、北海優駿、王冠賞

ホッカイドウ競馬の3歳三冠競走。2010年から2014年まで、これら3競走はそれぞれ1200m・2000m・2600mで施行されており、三冠で大きく条件が異なっていたが、2015年からそれぞれ1600m・2000m・1800mで施行されている。施行が門別競馬場に一本化される以前は施行場も複数にまたがっていた。詳細は各競走の記事を参照。
達成馬はトヨクラダイオー（1981年）、モミジイレブン（1999年）、ミヤマエンデバー（2001年）、クラキンコ（2010年）、リンゾウチャネル（2019年）、ラッキードリーム（2021年）、ベルピット（2023年）、ソルジャーフィルド（2025年）の8頭。このうちクラキンコは牝馬による達成。
- ばんえい2歳三冠（2008 - ）[23] - ナナカマド賞、ヤングチャンピオンシップ、イレネー記念

ばんえい競馬の2歳馬による三冠競走。「新馬三冠」ともいう。ばんえい競馬は4月から3月までを1つの年度としており、イレネー記念は3月に施行され「明け3歳馬」による競走となる。
達成馬はセンゴクエース（2014年）の1頭。
- ばんえい3歳三冠（1975 - ）[23] - ばんえい大賞典、ばんえい菊花賞、ばんえいダービー

ばんえい競馬の3歳馬による三冠競走。
達成馬はハクリュウ（1975年）、マルトダンサー（1980年）、ウンカイ（1997年）、ヨコハマボーイ（2001年）、メムロボブサップ（2019年）の5頭。
- ばんえい4歳三冠（2007 - ）[23] - 柏林賞、銀河賞、天馬賞

日本の他の競馬では見られない4歳限定の三冠競走。ばんえい競馬は4月から3月までを1つの年度としており、天馬賞は1月に施行され「明け5歳馬」による競走となる。
達成馬はホクショウユウキ（2013年）、センゴクエース（2016年）、メムロボブサップ（2021年）、キングフェスタ（2023年）、タカラキングダム（2024年）。
- 岩手2歳三冠（2005 - ）[28] - 若駒賞、南部駒賞、（水沢）金杯

岩手競馬の2歳馬による三冠競走。
達成馬はワタリシンセイキ（2008年）とベストマイヒーロー（2010年）の2頭。ワタリシンセイキはこの活躍が認められ、2歳馬ながら岩手競馬年度代表馬に選出された。
- 岩手3歳三冠（2007 - ）[28] - ダイヤモンドカップ、東北優駿、不来方賞
  - 2007 - 2009：阿久利黒賞、ダイヤモンドカップ、不来方賞
  - 2010 - 2018：ダイヤモンドカップ、不来方賞、ダービーグランプリ
  - 2019 - ：ダイヤモンドカップ、東北優駿、不来方賞

岩手競馬の2歳馬による三冠競走。2000年から距離別体系の導入で牝馬限定戦をのぞき7つの重賞競走（スプリント2競走、マイル2競走、クラシックディスタンス3競走）が組まれたことで三冠という概念はなくなったが、競走体系を見直した2007年から上記の競走で三冠制度を導入し、対象競走の優勝馬馬主に特別奨励金（ボーナス）が支給されることになった。2007〜2009年はダイヤモンドカップ・不来方賞に加えて従来11月に行われていた阿久利黒賞を5月に移行して三冠競走を形成していたが、2008年に休止したダービーグランプリを2010年に復活させ上記3競走を「三冠レース」として設定したため阿久利黒賞は対象競走から外れる形となった。なお、不来方賞は2004年から地方競馬全国交流競走であったが、ダービーグランプリが2010年から地方競馬全国交流競走として設定されたため、2010年からはダービーグランプリの岩手所属馬限定トライアル競走となった。2019年からは16年ぶりに水沢競馬場で復活した東北優駿が入り、ダービーグランプリが外れた。2024年からはダイヤモンドカップが東京ダービーの、不来方賞がジャパンダートクラシックの前哨戦となり、それぞれ地方他地区（東日本）所属馬、JRA・地方全国所属馬が出走可能となる。
達成馬はセイントセーリング（2007年）、ロックハンドスター（2010年）の2頭。
- 岩手3歳牝馬三冠（2020 - ） - 留守杯日高賞、ひまわり賞、オータムティアラ[注 5]

岩手競馬の3歳牝馬による三冠競走。
- 南関東牝馬三冠（1987 - ）[29][30] - （浦和）桜花賞、東京プリンセス賞、関東オークス

南関東公営競馬の3歳牝馬三冠競走。浦和、大井、川崎を転戦し、アメリカンスタイルの短期連戦型となっている。関東オークスは2000年からダートグレード競走（GIII→GII→JpnII格付）となり、JRA所属馬も出走可能である。
達成馬はチャームアスリープ（2006年）の1頭。
- 金沢三冠（1993 - ） - 北日本新聞杯、MRO金賞、サラブレッド大賞典
  - 1993 - 2004：北日本新聞杯、サラブレッドチャレンジカップ、サラブレッド大賞典

金沢競馬の3歳三冠競走。2017年より石川優駿（旧：石川ダービー）が加わり、金沢四冠となる（牝馬の場合は加賀友禅賞を優勝して五冠）。
達成馬はプライムキング（1996年）、ノーブルシーズ（2008年）の2頭。
- 東海三冠（1977 - ）[31] - 駿蹄賞、東海優駿、岐阜金賞

名古屋競馬と笠松競馬の3歳三冠競走。なお、東海優駿は1980年から1995年と2005年から2023年までの名称が東海ダービー、1996年から2004年の間は名古屋優駿の名称で行われた。名古屋優駿の名称の際は指定交流重賞として行われており、中央所属馬も出走可能であった（1997年から2004年までダートグレード競走で統一GIIIに格付け）。
達成馬はイズミダッパー（1980年）、ゴールドレット（1982年）、サブリナチェリー（1993年）、ドリームズライン（2017年）、タニノタビト（2022年）、フークピグマリオン（2024年）の6頭。
- 名古屋三冠（2015 - ）[35] - 駿蹄賞、東海優駿、秋の鞍

東海三冠のうち、笠松施行の岐阜金賞を名古屋施行の秋の鞍（全国交流）と入れ替えたもの。
達成馬はエムエスクイーン（2019年）、トミケンシャイリ（2021年）、フークピグマリオン（2024年）の3頭。
- 兵庫三冠（2000 - ）[36]  - 菊水賞、兵庫優駿、園田オータムトロフィー
  - 2000：菊水賞、園田ダービー、六甲盃
  - 2001 - 2023[37]：菊水賞、兵庫チャンピオンシップ、園田ダービー・兵庫ダービー

園田競馬場、姫路競馬場（兵庫県競馬組合）の3歳三冠競走。ただし、姫路で行われたのは2001年の菊水賞、2009年と2010年の兵庫ダービーの3競走のみで、2011年以降は全て園田で行われている。
達成馬はロードバクシン（2001年）の1頭。
2001年〜2023年は4月〜6月もしくは7月に1レースずつ施行されるアメリカンスタイルで実施。2018年に園田オータムトロフィーが創設され、楠賞が3歳馬限定競走として復活するまでは、長らく3歳馬限定の重賞は秋には存在していなかった。
2000年は、六甲盃が兵庫三冠競走として行われた。当年のみ、兵庫チャンピオンシップを含む事実上の四冠競走として実施。
兵庫チャンピオンシップは2000年に創設されたダートグレード競走（GIII→GII→JpnII）で、JRA所属馬も出走可能である。
兵庫優駿は2000年〜2005年は園田ダービー、2006年〜2023年は兵庫ダービーとして実施。2024年より現名称に変更。
2024年から兵庫チャンピオンシップは距離が短縮されて1400mでの実施となり、JRAも含めた3歳ダート短距離競走の頂点的な扱いとなるため、兵庫三冠からは除外された。同時期に東京ダービーの指定競走として創設された西日本クラシックも三冠には含まれず、秋季に施行されていた園田オータムトロフィーが重賞IIから重賞Iに昇格して三冠に編入された。
同年以降は4月上旬に菊水賞、6月下旬〜7月上旬に兵庫優駿、9月下旬〜10月上旬に園田オータムトロフィーと、各競走の間に約2ヶ月の間隔をあけて施行されるローテーションで行われており、各競走の優先出走権が与えられるトライアル競走も例年施行されている。
- 高知三冠（1997 - ）[38] - 黒潮皐月賞、高知優駿、黒潮菊花賞

高知競馬の3歳三冠競走。
達成馬はカイヨウジパング（1998年）、オオギリセイコー（2000年）、グランシング（2009年）、ユメノホノオ（2023年）、プリフロオールイン（2024年）の5頭。
- 佐賀競馬3歳三冠（2012 - ） - 佐賀皐月賞、栄城賞、ロータスクラウン賞
  - 2012 - 2017：飛燕賞、九州ダービー栄城賞、ロータスクラウン賞
  - 2018 - ：飛燕賞、九州ダービー栄城賞→栄城賞、ロータスクラウン賞

佐賀競馬の3歳三冠競走。九州3歳三冠ともいう。
達成馬はエスワンプリンス（2012年）、スーパージンガ（2019年）、トゥルスウィー（2021年）の3頭。

#### その他
- JRA秋古馬三冠[40] - 天皇賞（秋）、ジャパンカップ、有馬記念

秋の10 - 12月の関東各施行の最終日に行われる3歳以上の牡馬・牝馬が出走できる3つの主要GIを同一年に制することをいう。中央競馬を主催する日本中央競馬会（JRA）はこの三冠に正式な呼称を設けていないが、JRAの子会社が運営する競馬情報サービスJRA-VANでは「秋古馬三冠路線」と称している。
達成馬はテイエムオペラオー（2000年）、ゼンノロブロイ（2004年）。
2000年からこの3つの競走を同一年に制した場合に、褒賞金が贈られるようになった。内国産馬には2億円、外国産馬には1億円交付されており、上記2頭がこの褒賞金を獲得している。2025年には褒賞金基準が改正され、内国産馬は3億円・外国産馬に1億5000万円にそれぞれ増額された。
- JRA春古馬三冠 - 大阪杯、天皇賞（春）、宝塚記念

2017年より産経大阪杯が大阪杯としてGIに昇格したのをきっかけに上記の三競走を同一年に制することをいう。
同一年に制した場合には内国産馬2億円、外国産馬1億円の褒賞金が贈られる。2025年には褒賞金基準が改正され、内国産馬は3億円・外国産馬に1億5000万円にそれぞれ増額された。
なお、JRAは2025年に褒賞金交付基準を改正し、上記春秋古馬三冠の対象となる6競走のうち、いずれかを同一年に3勝した場合の褒賞金制度が創設され、内国産馬の場合は2億円、外国産馬の場合は1億円の褒賞金が贈られることとなった。なお、春古馬三冠・秋古馬三冠のいずれかまたは双方の要件を満たした場合はこの制度の対象外となるが、制度の対象馬が秋古馬三冠の要件も満たした場合は、馬主に対して内国産馬1億円・外国産馬5000万円が、内国産馬の場合は生産牧場に対して500万円が交付される。
- 岩手古馬三冠[28] - シアンモア記念、みちのく大賞典、桐花賞

2008年度より3歳と古馬の三冠指定競走が設定され、達成すると主催者より馬主に対して奨励金（ボーナス）300万円が与えられる（3歳三冠についても達成すると与えられる）。なお、古馬三冠については2007年に同年年度代表馬テンショウボスが達成している。ただし、岩手古馬三冠指定競走が設定される前の2007年と2008年ではシアンモア記念の代わりに北上川大賞典であった。

## 世界各国の三冠競走
かつては、競走馬の成長にしたがって異なる距離で行われる「三冠」戦を勝ち抜くことは、それ自体が能力の証であり、高い価値を有するとみなされてきた。
ヨーロッパ、特にパート1国の間では、近年、国境を越えた競走馬の移動が容易になると、国内にとどまらずに、それぞれの競走馬の適性や能力に応じて多国間を渡り歩くことが当たり前になった。その結果として、これらの国々では、一国内だけの「三冠」戦はおしなべて実際的な価値を持たなくなった。いくつかの競馬主催者は特定の競走をシリーズ化し、「三冠」を達成したり、連戦で良績をあげたものに特別な報奨金制度を用意するなどして様々な「三冠」の価値を維持・創出しようとしている。

### イギリス
- クラシック三冠[46] - 2000ギニーステークス、ダービーステークス、セントレジャーステークス
- 牝馬クラシック三冠[46] - 1000ギニーステークス、オークスステークス、セントレジャーステークス

### アイルランド
競馬が行われるような時代には、アイルランドはイギリスの一地方（または植民地）とされてきた。19世紀から20世紀にかけて、イギリスの三冠戦を模した競走がアイルランドでも創設された。しかし、これらを勝つような力がある一流馬は、より高い賞金や権威を求めてイギリスの三冠戦に転戦するため、敢えてアイルランドの三冠戦を連戦するようなものは多くはない。
- 3歳三冠[1][46] - アイリッシュ2000ギニー、アイリッシュダービー、アイリッシュセントレジャー

達成馬はMuseum（1935年）、Windsor Slipper（1942年）。
1962年に国内の競走体系の改変があり、アイリッシュ2000ギニーはヨーロッパ主要競馬施行国の2000ギニーの後に、アイリッシュダービーもヨーロッパ各地のダービーの後に行われるようになった。この結果、アイリッシュ2000ギニーには各地の2000ギニー好走馬が集まり、アイリッシュダービーには各地のダービー好走馬が集まるようになった。1983年には、「クラシック競走に出走できるのは特定の年齢の馬だけに限定する」という不文律を破ってセントレジャーを4歳以上の古馬にも開放した。このため、「三冠戦」としてはほとんど機能していない。
- 3歳牝馬三冠[46] - アイリッシュ1000ギニー、アイリッシュオークス、アイリッシュセントレジャー

達成馬なし。
牡馬同様、「三冠戦」としてはほとんど機能していない。

### フランス
フランスでは自国の3歳馬のための伝統的な主要戦として、プール・デッセ・デ・プーラン、リュパン賞、ジョッケクルブ賞、ロワイヤルオーク賞という4つの大競走による「四冠」体制をとっていた。このほか、春には3歳馬の国際競走パリ大賞典がある。これらのうちプール・デッセ・デ・プーランを2000ギニーに、ジョッケクルブ賞をダービーに、ロワイヤルオーク賞をセントレジャーに見立てて、この3戦を「フランス三冠（Triple Crown）」と称していた。しかし、ロワイアルオーク賞は後から創設された凱旋門賞に有力馬が参戦するようになり、アイルランド同様に3歳限定から古馬に解放された。更に、プール・デッセ・デ・プーランやリュパン賞で好走したフランス馬がイギリスのダービーを目指すようになったことでフランス3冠は形骸化していた。
2005年、フランスギャロはロワイアルオーク賞の代わりにパリ大賞典を三冠の第3ラウンドと定め、ジョッケクルブ賞もイギリスダービーと棲み分けを行うため2100mに距離短縮した。これにより施行時期をイギリスやアイルランドよりも短く、凱旋門賞と整合性が取れるようにした。
- 3歳三冠[49] - プール・デッセ・デ・プーラン、ジョッケクルブ賞、パリ大賞典
  - - 2005：プール・デッセ・デ・プーラン、ジョッケクルブ賞、ロワイヤルオーク賞

達成馬はZut（1879年）、Perth（1899年）。
1979年にロワイヤルオーク賞は4歳以上の古馬にも開放された。現在の距離体系になった2005年以降、三冠を達成した競走馬は存在しない。なお、Perthは旧三冠競走に加えてパリ大賞典も勝利している。
- 3歳牝馬三冠[50] - プール・デッセ・デ・プーリッシュ、ディアヌ賞、ヴェルメイユ賞

達成馬はSemendria（1900年）、La Camargo（1901年）、Pearl Cap（1931年）、Nikellora（1945年）、Corteira（1948年）、Allez France（1973年）、Zarkava（2008年）。
ヴェルメイユ賞は2004年から4歳牝馬に、2006年からは5歳以上の牝馬にも開放された。
- 2歳三冠[51] - モルニ賞、ジャン・リュック・ラガルデール賞、クリテリウム・アンテルナシオナル

達成馬はBrantôme（1933年）。

### ドイツ
- ドイツ3歳三冠（Dreifache Krone）[46][52] - メールミュルヘンスレネン（ドイツ2000ギニー）、ドイチェスダービー、ドイチェスセントレジャー

達成馬はKönigsstuhl（1979年）。現在ではドイチェスセントレジャー（2005年にG3降格、2007年に古馬開放）に出走する有力馬が少なく、ほとんど機能していない。

### イタリア
- イタリア3歳三冠[53] - パリオーリ賞、デルビーイタリアーノ、セントレジャーイタリアーノ

達成馬はNiccolo Dell'Arca（1941年）、Gladiolo（1946年）、Botticelli（1954年）。

### アメリカ
アメリカクラシック三冠の最大の特徴はケンタッキーダービーからプリークネスステークスまで中1週、プリークネスステークスからベルモントステークスまで中2週とわずか5週間で終わってしまうキャンペーンの短さにある。二冠を達成する馬は比較的多いものの、三冠を達成するのは困難で、1978年から2015年まで35年以上にわたって三冠馬は誕生していなかった。このため、ふつうはケンタッキーダービーかプリークネスステークスのいずれか一方を目標とし、楽に勝てれば次を狙うが、消耗が大きい場合には普通は休養をとり、三冠戦のあとに行われるトラヴァーズステークスへ向かう。
- アメリカクラシック三冠[46] - ケンタッキーダービー、プリークネスステークス、ベルモントステークス

達成馬はSir Barton（1919年）、Gallant Fox（1930年）、Omaha（1935年）、War Admiral（1937年）、Whirlaway（1941年）、Count Fleet（1943年）、Assault（1946年）、Citation（1948年）、Secretariat（1973年）、Seattle Slew（1977年）、Affirmed（1978年）、American Pharoah（2015年）、Justify（2018年）の13頭。
- ニューヨーク牝馬三冠（American Triple Tiara） - エイコーンステークス、コーチングクラブアメリカンオークス（CCAオークス）、アラバマステークス
  - - 2002：エイコーンステークス、マザーグースステークス、CCAオークス
  - 2003 - 2006：エイコーンステークス、CCAオークス、アラバマステークス
  - 2007 - 2009：エイコーンステークス、マザーグースステークス、CCAオークス

達成馬はDark Mirage（1968年）、Shuvee（1969年）、Chris Evert（1974年）、Ruffian（1975年）、Davona Dale（1979年）、Mom's Command（1985年）、Open Mind（1989年）、Sky Beauty（1993年）の8頭。
牡馬三冠の「トリプルクラウン」にちなみ、こちらはトリプルティアラ（Triple Tiara）とも呼ばれる。すべてニューヨーク州の競馬場で施行される競走であるため「ニューヨーク牝馬三冠」と呼ばれるが、同国を代表する牝馬三冠戦として「アメリカ牝馬三冠」の呼称が使われる場合もある。
2002年まではすべてベルモントパーク競馬場で施行されるエイコーンステークス、マザーグースステークス、CCAオークスの3競走で構成されており上記の三冠達成はすべてこの期間になされたものである。2003年に主催元であるニューヨーク競馬協会によって三冠体系が改定され、エイコーンステークスの代わりにサラトガ競馬場のアラバマステークスが新たに加わりマザーグースステークスを第1戦、コーチングクラブアメリカンオークスを第2戦、アラバマステークスで第3戦と制定されていた。当時達成馬には200万ドルのボーナスが用意されていたが改定後に達成した馬はなく2005年にボーナスは打ち切られ、2007年からはレース構成も2002年までのものに戻された。2010年からはマザーグースステークスが外れてアラバマステークスが再度三冠に復帰し、CCAオークスの施行もサラトガ競馬場に移行した。なお、2002年以前に期間外にエイコーンステークス、CCAオークス、アラバマステークスの3競走すべてに優勝した馬はShuvee（1969年）、Mom's Command（1985年）、Open Mind（1989年）、Sky Beauty（1993年）がいる。
- ニューヨークハンデキャップ三冠（New York Handicap Triple）[56] - メトロポリタンハンデキャップ、ブルックリンハンデキャップ、サバーバンハンデキャップ

達成馬はウィスクブルーム（1913年）、トムフール（1953年）、ケルソ（1961年）、Fit to Fight（1984年）。
ニューヨーク州で行われる古馬競走の主要なハンデキャップ戦3競走による三冠戦。現在は意義が薄れ、ブルックリン・サバーバンの2競走はG2へと格下げされている。
- ニューヨーク3歳芝三冠 - ベルモントダービー、サラトガダービー、ジョッキークラブダービー[57]

ベルモントダービー・サラトガダービー（2021年以降）はG1、ジョッキークラブダービーはG3。
- ニューヨーク3歳牝馬芝三冠 - ベルモントオークス、サラトガオークス、ジョッキークラブオークス

ベルモントオークスはG1、サラトガオークスはG2、ジョッキークラブオークスはG3。

### カナダ
- 三冠[1][46] - キングスプレート、プリンスオブウェールズステークス、ブリーダーズステークス

1959年に創設された、カナダ産馬による3歳馬限定の三冠戦。カナダ産馬限定戦のため、いずれも格付けは持たない。
達成馬はニュープロヴィデンス（1959年）、ケンボラ（1963年）、ウィズアプルーヴァル（1989年）、イズヴェスティア（1990年）、ダンススマートリー（牝馬、1991年）、ペテスキー（1993年）、ワンド（2003年）。制定前の3競走制覇馬はクイーンズウェイ（牝馬、1932年）、アーチワース（1939年）、オトモスト（1946年）、エースマリン（1955年）、カナディアンチャンプ（1956年）。
- 牝馬三冠[46] - ウッドバインオークス、バイソンシティステークス、ワンダーウェアステークス

カナダ産馬による3歳牝馬限定の三冠戦。牡馬のものと同じく、格付けは持たない。達成馬はSealy Hill（2007年）。
- トロッター三冠 - ハンブルトニアン、ヨンカーズトロット、ケンタッキーフューチュリティ

英語版：Triple Crown of Harness Racing for Trottersを参照。
トロッターの三冠。スタンダードブレッドによって行われる。繋駕速歩競走の項を参照。
達成馬はScott Frost（1955年）、Speedy Scot（1963年）、Ayres（1964年）、Nevele Pride（1968年）、Lindy's Pride（1969年）、Super Bowl（1972年）、Windsong's Legacy（2004年）、Glidemaster（2006年）。
- ペーサー三冠 - リトルブラウンジャグ、ケインペース、メッセンジャーステークス[要出典]

英語版:Triple Crown of Harness Racing for Pacersを参照。
ペーサーの三冠。スタンダードブレッドによって行われる。繋駕速歩競走の項を参照。
達成馬はAdios Butler（1959年）、Bret Hanover（1965年）、Romeo Hanover（1966年）、Rum Customer（1968年）、Most Happy Fella（1970年）、Niatross（1980年）、Ralph Hanover（1983年）、Western Dreamer（1997年）、Blissful Hall（1999年）、No Pan Intended（2003年） 。

### ブラジル
- サンパウロ地区三冠[46][58] - イピランガ大賞（Grande Premio Ipiranga）、サンパウロジョッキークラブ大賞（Grande Premio Jockey Club de São Paulo）、ダービーパウリスタ大賞

コンサグラサン大賞（Grande Premio Consagração、芝3000m）を含めた四冠体制だったが、2006年にコンサグラサン大賞は古馬の出走が可能になり、G2に格下げされたため、現在は三冠となっている。
達成馬はFarwell（1959年）、Giant（1967年）、Cacique Negro（1989年）。
三冠になってからの達成馬にはRoxinho（2001年）。
- リオデジャネイロ地区三冠[46][58] - リオデジャネイロ州大賞（Grande Premio Estado do Rio de Janeiro）、フランシスコパウラマチャド大賞（Grande Premio Francisco Eduardo de Paula Machado）、クルセイ・ド・スル賞（Grande Premio Cruzeiro do Sul）

達成馬はTalvez（1940年）、Criolan（1941年）、Quiproquó（1952年）、 Timão （1955年）、Escorial（1959年）、African Boy（1979年）、Old Master（1984年）、Itajara（1987年）、Groove（1996年）、Super Power（2000年）、Plenty Of Kicks（2012年）、Bal a Bali（2014年）
当初はフランシスコパウラマチャド大賞の代わりにブラジルジョッキークラブ大賞。

### アルゼンチン
アルゼンチンは、20世紀にフランス式の競走体系を導入し、四冠制を採用した。
このシステムは中距離に比重をおき、1600mのポージャ・デ・ポトリロス、2000mのジョッキークラブ大賞、2500mのナシオナル大賞（アルゼンチンダービー）、3000mのカルロスペレグリーニ大賞の4戦で形成されていた。ただし四冠目のカルロスペレグリーニ大賞は3歳以上にも出走資格がある。
- アルゼンチン3歳四冠[59] - ポージャ・デ・ポトリロス、ジョッキークラブ大賞、ナシオナル大賞、カルロスペレグリーニ大賞

カルロスペレグリーニ大賞は1980年に2400mに短縮された。
四冠を制覇したのは、9頭（Pippermint、Old Man、Botafogo、Rico、Mineral、Yatasto、Manantial、Forli、Telescopico）で、ほかに牝馬のラミシオン（La Mission）が牝馬路線三冠とカルロスペレグリーニ大賞を勝っている。
- 三冠[46] - ポージャ・デ・ポトリロス、ジョッキークラブ大賞、ナシオナル大賞

四冠達成したもの以外で三冠馬は、Melgarejo（1906年）、Chopp（1908年）、Silfo（1934年）、Sorteado（1938年）、Embrujo（1939年）、Tatan（1955年）、Gobernado（1964年）、El Serrano（1986年）、Refinado Tom（1996年）。

### ペルー
- ペルー三冠[46][60] - ポリャデポトリリョス（Clasico Polla de Potrillos）、リカルドオルティスデゼバリョース大賞（Clasico Ricardo Ortiz de Zevallos）、ダービーナシオナル

ダートの三冠体系。1955年のリオパリャンガが達成。さらに芝コースのナシオナル大賞アウグストB.レギーア（Clasico Gran Premio Nacional-Augusto B.Leguia）を勝つと四冠となり、1973年にサントリン（Santorín）が達成した。

### チリ
- ナシオナル三冠[46][62] - エル・エンサーヨ、チリセントレジャー、エルダービー

異なる3団体が1戦ずつ行う三冠戦。10月のエルエンサーヨ（芝2400m）、12月のチリセントレジャー（ダート2200m）、2月のエルダービー（芝2400m）の3戦。これまでに13頭が達成。詳細はチリの競馬参照。

### オーストラリア
- オーストラリア三冠[63]（シドニー三冠）[64] - ランドウィックギニーズ（以前はカンタベリーギニーズ）、ローズヒルギニー、オーストラリアンダービー

達成馬はMoorland （1943/1944年）、Martello Towers （1959/1960年）、Imagele （1973/1974年）、Octagonal （1995/1996年）、It's A Dundeel（2012/2013年）。
- 2歳三冠[65] - ゴールデンスリッパーステークス、サイアーズプロデュースステークス、シャンペンステークス

2歳秋（おもに4月）に行われる、ニューサウスウェールズ州の2歳短距離三冠。1200m→1400m→1600mと距離が伸びていく。Dance Heroの年は3連闘、長くても中1週ずつの施行と、オセアニア特有の非常に短いレース間隔が特徴。
達成馬はBaguette（無敗 1970年）、Luskin Star（1977年）、Tierce（1991年）、Burst（牝馬 1992年）、Dance Hero（2004年）、Pierro（無敗 2012年）。

### ニュージーランド
- ホークスベイ三冠（Hawke's Bay Triple Crown）[66][67][68] - チャレンジステークス、ウィンザーパークプレート、スプリングクラシック

### 韓国
- 韓国三冠[46] - KRAカップマイル（KRA컵마일）、コリアンダービー（코리안더비）、農林畜産食品部長官杯（농림부장관배）

達成馬は、J.S.Hold（2007年）、Power Blade（2016年）。2007年の一冠目はトゥクソム杯（뚝섬배）だったが、2008年に馬齢条件をKRAカップマイル（KRA컵마일）と入れ替えた。
- 韓国牝馬三冠[46] - ルナステークス（루나스테이크스）、コリアンオークス（코리안오크스）、京畿道知事杯（경기도지사배） 達成馬は、Golden Power（2022年）[72]、Jeulgeounyeojeong[73]（2023年）。

### 香港
- 香港トリプルクラウンシリーズ（香港三冠）[46][74] - 香港スチュワーズカップ（中: 董事盃、芝1600m）、香港ゴールドカップ（中: 香港金盃、芝2000m）、香港チャンピオンズ&チャターカップ（中: 香港冠軍曁遮打盃、芝2400m）

1991/1992年シーズンに創設された、3歳以上馬によるシリーズ。同じシーズンに3競走を勝つと1000万香港ドルが与えられる。
達成馬はRiver Verdon（香：翠河 1994年）、Voyage Bubble（香：遨遊氣泡 2025年）。
- 香港スピードシリーズ（香港短距離三冠、創設から2008年まではチャンピオンスプリントシリーズ）[74] - センテナリースプリントカップ（中: 百週年紀念短途盃、芝1200m[注 13]）、クイーンズシルヴァージュビリーカップ（中: 女皇銀禧紀念盃、芝1400m）、チェアマンズスプリントプライズ（中: 主席短途獎、芝1200m）

1993/1994年シーズンの創設から1998/1999年まではハッピーヴァレートロフィー（中: 跑馬地錦標、芝1200m）、センテナリーカップ（中: 百週年紀念盃、芝1000m）、チェアマンズプライズ（中: 主席獎、芝1200m）が香港短距離三冠とされ、年をまたいで行われる形になっていた。
2000年から2005年まではボーヒニアスプリントトロフィー（中: 洋紫荊短途錦標、芝1000m）、センテナリースプリントカップ（2001年にセンテナリーカップから改称、芝1000m）、チェアマンズスプリントプライズ（2001年にチェアマンズプライズから改称、芝1200m）の3競走。
達成馬はMr. Vitality（香：活力先生 1995/1996年シーズン）、Grand Delight（香：喜勁寶 2003年）、Silent Witness（香：精英大師 2004年・2005年）。2006年に現在の3競走に改定されてからの達成馬はLucky Sweynesse（香：金鑽貴人 2023年）、Ka Ying Rising（香：嘉應高昇 2025年）。
- 香港4歳クラシックシリーズ（香港4歳三冠） - 香港クラシックマイル（中: 香港經典一哩賽、芝1600m）、香港クラシックカップ（中: 香港經典盃、芝1800m）、香港ダービー（中: 香港打吡大賽、芝2000m）

達成馬はRapper Dragon（香：佳龍駒 2017年）、Golden Sixty（香：金鎗六十 2020年）。

### マレーシア
- セランゴール三冠[75] - トゥンクゴールドカップ（芝1200m）、セランゴールゴールドカップ（芝1600m）、ピアラ・エマス・スルタン・セランゴール（芝2000m）

### インド
- インド三冠[46] - インド2000ギニー、インドダービー、インドセントレジャー
- インド牝馬三冠[46] - インド1000ギニー、インドオークス、インドダービー

この他、各競馬場主催者による三冠競走がいくつか存在する。

### トルコ
- サラブレッド三冠[46][76] - エルケック・タイ・デネメ（トルコ2000ギニー）またはディシ・タイ・デネメ（トルコ1000ギニー）のいずれかひとつ、ガジ賞（ガジ・ダービー、トルコダービー）、アンカラ賞（アンカラステークス、トルコセントレジャー）

トルコ内国産の3歳牡牝馬の三冠。2023年の競馬施行規則ではガジ賞（トルコのサラブレッド競走で賞金最高額）の1着賞金と同額の報奨金が与えられる。エルケック・タイ・デネメとディシ・タイ・デネメは同日に施行され、それぞれ3歳牡馬限定、3歳牝馬限定のためどちらかの勝利が条件となる。なお、トルコにはオークスに当たるクラシック競走としてクスラック賞があるが、牝馬の三冠競走としては扱われない。
達成馬はSadettin（1970年）、Minimo（1971年。唯一の牝馬）、Karayel（1973年）、Seren I（1983年）、Uğurtay（1985年）、Hafız（1986年）、Bold Pilot（1996年）、Grand Ekinoks（2001年）。
- アラブ三冠[76] - トルコ大国民議会賞、ニーボル賞、ヴェリエフェンディ賞

純血アラブによる三冠。2023年の競馬施行規則ではトルコ共和国賞（トルコのアラブ競走で賞金最高額）の1着賞金と同額の報奨金が与えられる。ニーボル賞以外の2競走は5歳以上の古馬も出走できるが、三冠達成を認められるには4歳時に3競走を全勝しなければならない（アラブの競走馬のデビューはサラブレッドより1年遅れの3歳）。また、トルコ大国民議会賞はトルコ内国産馬限定競走のため、内国産のアラブしか達成できない。
達成馬なし。

### 南アフリカ
- 南アフリカ三冠[46][78] - ハウテンギニー、サウスアフリカンクラシック、サウスアフリカンダービー

達成馬はHorse Chestnut（1999年）、Louis The King（2014年）。
- 牝馬三冠[46][79] - ハウテンフィリーズギニー、サウスアフリカンフィリーズクラシック、サウスアフリカンオークス

達成馬はIgugu（2011年）、Cherry On The Top（2013年）、Summer Pudding（2020年）、War Of Athena（2021年）
かつては州毎に三冠体系を設定していたが、こちらは現存しない。1999年に競馬運営企業のヒューメレラ（Phumelela）社が三冠を設定すると、その年にHorse Chestnutがこれを達成した。しかしこの制度はしばらくすると廃れた。2004/05シーズンにも新たな三冠ボーナスが企画されたが1シーズン限りで終わった。
- ビッグ3[83] - サマーカップ、J&Bメット（J&B Met Stakes、J&B Metropolitan Stakes）、ダーバンジュライ

南アフリカの三大都市ヨハネスブルグ、ケープタウン、ダーバンの各都市の代表的な競走。芝2000mのサマーカップ、芝2000mのJ&Bメット、芝2200mのダーバンジュライの3競走だが、100年以上の南アフリカの競馬の歴史上、達成した馬はいない。

### ジンバブエ
- ジンバブエ3歳三冠[84] - ジンバブエギニー、BAMMジンバブエ2000、ジンバブエダービー

ジンバブエの3歳三冠は、ジンバブエギニー（芝1600m）、ジンバブエ2000（芝2000m）、ジンバブエダービー（芝2400m）とされている。

## 消滅した三冠競走

### 日本
- 旧3歳ダート三冠（1996 - 1998）[85] - ユニコーンステークス、スーパーダートダービー、ダービーグランプリ

1996年、ジャパンブリーダーズカップ協会により上記3競走をすべて勝った競走馬の馬主、調教師、生産者、父馬（種牡馬）の所有者を対象とする総額2000万円の「三冠ボーナス」が制定された。
1999年、7月中旬に統一GIジャパンダートダービーが新設され、それにともないスーパーダートダービーは南関東のローカル重賞に格下げされ名称もスーパーチャンピオンシップとなった。2001年からはユニコーンステークスも三冠の1つ目ではなく、ジャパンダートダービーのステップ競走となっている。
達成馬なし。2005年にカネヒキリがユニコーンステークス、ジャパンダートダービー、ダービーグランプリをすべて制したが、三冠馬と呼ばれることはない。
- 地方交流三冠[86] - 帝王賞、オールカマー、ブリーダーズゴールドカップ

1991年以降、上記3競走をすべて勝った競走馬には、ジャパンブリーダーズカップ協会から1億円のボーナスが贈られることになっていたが達成馬なし。ブリーダーズゴールドカップは2014年に出走条件を変更し、3歳以上の牝馬限定戦となっている。
- 南関東3歳三冠（1964 - 2023）[87][31]

南関東公営競馬のサラブレッド系3歳馬による三冠競走。1964年成立。全レースが大井競馬場で施行される競走である。2024年から（新）3歳ダート三冠へと発展的に解消される。
達成馬はヒカルタカイ（1967年）、ゴールデンリボー（1975年）、ハツシバオー（1978年）、サンオーイ（1983年）、ハナキオー（1986年）、ロジータ（1989年、唯一の牝馬による達成）、トーシンブリザード（2001年、無敗）、ミックファイア（2023年、無敗）の8頭。トーシンブリザードはジャパンダートダービーも優勝しているため、四冠馬と呼ばれることもある。
南関東3歳三冠は以下のように競走体系がたびたび変動している。
- 1964 - 1965：羽田盃（1800m）、東京都ダービー（2000m）、東京王冠賞（2000m）

羽田盃と東京都ダービーは春に、東京王冠賞は秋に施行するヨーロピアンスタイルであった。
- 1966：羽田盃（1800m）、東京ダービー（2000m）、東京王冠賞（2000m）

東京都ダービーを東京ダービーに名称変更。
- 1967 - 1979：羽田盃（2000m）、東京ダービー（2400m）、東京王冠賞（2400m）

3競走とも距離延長。
- 1980 - 1995：羽田盃（2000m）、東京ダービー（2400m）、東京王冠賞（2600m）

東京王冠賞が距離延長。
- 1996 - 1998：羽田盃（1600m）、東京王冠賞（2000m）、東京ダービー（2400m）

東京王冠賞が春に移動し、三冠すべてを春に行うアメリカンスタイルとなった。あわせて羽田盃と東京王冠賞が距離短縮。
- 1999 - 2001：羽田盃（1600m）、東京王冠賞（1800m）、東京ダービー（2000m）

東京王冠賞と東京ダービーが距離短縮になり、東京ダービーの後にダートグレード競走のジャパンダートダービーが新設される。
- 2002 - 2023：羽田盃（1800m）、東京ダービー（2000m）、ジャパンダートダービー（2000m）

東京王冠賞が休止され、羽田盃が東京王冠賞の距離を引き継ぐ形で1800mに距離延長。
- ホッカイドウ競馬2歳三冠（2007 - 2019）[88] - 栄冠賞、ブリーダーズゴールドジュニアカップ、北海道2歳優駿

ホッカイドウ競馬のサラブレッド系2歳馬による三冠競走。北海道2歳優駿は1997年から2019年までダートグレード競走（GIII→JpnIII）でJRA所属馬も出走可能。
達成馬なし。
- ばんえい牝馬三冠（2007 - 2010） - 黒ユリ賞、ばんえいプリンセス賞、ばんえいオークス

ばんえい競馬の3歳牝馬による三冠競走。
達成馬はニシキエース（2008年）の1頭。
- 北海道アラブ三冠（1980 - 1996）[89] - 北海盃、帝冠賞、アラブ優駿

ホッカイドウ競馬のアラブ系3歳馬による三冠競走。
達成馬はバンガードライデン（騸馬 1983年）、ミヤコスイセイ（1994年）の2頭。
- 岩手アラブ三冠（1984 - 1999） - ビクトリーカップ、北日本アラブ優駿、日高賞

岩手競馬のアラブ系3歳馬による三冠競走。一般的にはほとんど三冠と称されることはない。
達成馬はテツトテンプー（1984年）、ワダリンホー（1985年）、ジョセツローゼン（1995年）の3頭。
- 上山三冠（1992 - 2002） - さつき賞（旧：上山王冠賞→日本海賞）、こまくさ賞（上山ダービー）、すみれ賞（旧：紅葉賞）

上山競馬のサラブレッド系3歳馬による三冠競走。1992年に上山王冠賞が創設されて成立した。岩手・山形・新潟持ち回りで施行されていた東北優駿については上山三冠に含まない。上山競馬が廃止された2003年はさつき賞・こまくさ賞だけ実施された。
達成馬なし。
- 上山アラブ三冠（1978 - 2002） - スズラン賞（旧：さくらんぼ賞）、ひまわり賞（旧：上山アラブ王冠）、コスモス賞（旧：菊花賞）

上山競馬のアラブ系3歳馬による三冠競走。
達成馬はカウンターアタック（1994年）の1頭。
- 新潟三冠（1983 - 2002） - 新潟皐月賞、新潟ダービー（旧：新潟優駿）、青山記念

新潟県競馬のサラブレッド系3歳馬による三冠競走。成立以前は新潟優駿と青山記念の間に重賞競走として出塚記念が行われていたが、勝ち馬には青山記念への出走権が与えれなかった。出塚記念を廃止し、新潟皐月賞を新設することで三冠が成立。
達成馬なし。
- 新潟アラブ三冠（1988 - 2000） - 新潟卯月賞、新潟アラブ優駿、アラブ王冠

新潟県競馬のアラブ系3歳馬による三冠競走。
達成馬はアサクラドラゴン（1988年）の1頭。
- 北関東三冠（2000 - 2004）[91][92] - 北関東皐月賞、北関東ダービー、北関東菊花賞

北関東公営競馬（宇都宮競馬場、足利競馬場、高崎競馬場）のサラブレッド系3歳馬による三冠競走。
達成馬はフジエスミリオーネ（宇都宮）の1頭。
- 栃木三冠（1982 - 1999） - しもつけ皐月賞、とちぎダービー、しもつけ菊花賞

1999年まで栃木県の2競馬場（宇都宮、足利）で開催されていた三冠競走。
達成馬はサラノオー（1981年）、カネユタカオー（1991年）、ベラミロード（1999年、牝馬）の3頭。
- 高崎三冠（1988 - 1999） - 高崎皐月賞、高崎ダービー、北関東菊花賞

1999年まで群馬県の競馬場（高崎）で開催されていた三冠競走。
- 北関東アラブ三冠（1995 - 1997） - 華厳賞（宇都宮）、とちぎアラブ王冠（宇都宮）、北関東アラブチャンピオン（高崎）

北関東公営競馬（宇都宮競馬場、足利競馬場、高崎競馬場）のアラブ系3歳馬による三冠競走。かつては重賞競走として高崎でアラブ4歳チャンピオン、足利で朝顔賞も行われていたが1993年で廃止され三冠が成立。だが三冠と称されることはなく、三冠馬も皆無。1998年から華厳賞が格下げされたため成立した期間はわずかだった。
- 南関東アラブ三冠（1956 - 1993） - 千鳥賞、アラブダービー、アラブ王冠賞

南関東公営競馬のアラブ系3歳馬による三冠競走。サラブレッド牡馬の南関東三冠と同様、すべて大井競馬場で施行される競走であった。
南関東地区所属のアラブ系競走馬の減少にともない1993年に千鳥賞、アラブ王冠賞が廃止。三冠としての競走体系が消滅した。1996年には大井競馬場のアラブ系単独の競走そのものが廃止となり、この年をもって残るアラブダービーも廃止となった。
達成馬は、セカンドホーリ（1969年）、ホクトライデン（1975年）、ガバナースカレー（1978年、牝馬）、ケイワイホマレ（1982年）、ゴールデンビクター（1985年）、タイヨウペガサス（1986年）、オタルホーマー（1988年）、トチノミネフジ（1993年）の7頭。
- 東海アラブ三冠（1995 - 2003） - 帝冠賞、アラブ王冠、アラブダービー

名古屋競馬場、笠松競馬場のアラブ系3歳馬による三冠競走。1995年成立。2003年廃止。東海地区の三冠定義、ローカルグレードについては上記の東海三冠を参照。1994年までは笠松競馬場で岐阜銀賞が行われていた。達成馬はいないが、参考までに1994年以前、上記3つを制した馬としてはカヅミネオン（1989年）、スズノキャスター（1991年）の2頭。
- 兵庫アラブ三冠（1969 - 2001）
  - 1969 - 1999：菊水賞・楠賞全日本アラブ優駿・六甲盃
  - 2000 - 2001：フクパーク記念・楠賞全日本アラブ優駿・姫山菊花賞

兵庫県（園田競馬場、姫路競馬場）のアラブ系3歳馬による三冠競走。1985年から1995年まで楠賞全日本アラブ優駿はJRA所属のアラブ系3歳馬も出走可能であった。菊水賞はサラブレッドの三冠競走に転換されている。
達成馬はアサヒマロツト（1970年）、ケイエスヨシゼン（1996年）の2頭。
- 福山アラブ三冠（1974 - 2007）[94] - 福山ダービー、鞆の浦賞、アラブ王冠

福山競馬場のアラブ系3歳馬による三冠競走。福山での本格的なサラブレッド系競走馬の導入、またアラブ系競走馬の減少もあり、2007年に福山ダービーと鞆の浦賞がサラ系競走へ転換されたために三冠としての競走体系が消滅、残されたアラブ王冠も2008年に競走名を福山王冠と改めたうえでサラ系競走へ転換された。
達成馬はテルステイツ（1980年）、ウインホープ（1981年）、マグニカチドキ（1983年）、サワトヨキング（1984年）、ローゼンホーマ（1986年）、ハイセンプー（1991年）、ユノワンサイド（2001年）の7頭。
- 福山三冠（2008 - 2013） - 福山ダービー、鞆の浦賞、福山王冠

福山競馬場のサラブレッド系3歳馬による三冠競走。それまでに行われたアラブ系3歳馬の三冠競走から2008年にサラブレッド系3歳馬の三冠競走に転換したが、競走体系はそのままで、アラブ王冠の名称が福山王冠に変更されただけである。
達成馬なし。
- 高知アラブ三冠（1997 - 2004） - マンペイ記念、南国優駿（アラブダービー）、荒鷲賞

高知競馬場のアラブ系3歳馬による三冠競走。
達成馬なし。
- 九州三冠（1990 - 2011） - 荒尾ダービー、九州ダービー栄城賞、ロータスクラウン賞（旧：九州菊花賞）

九州地区のサラブレッド系3歳馬による三冠競走。荒尾競馬場の廃止にともない消滅。
達成馬はカシノオウサマ（2002年）の1頭。
- 小倉三冠（廃止）[95] - 小倉大賞典、北九州記念、小倉記念

小倉競馬場で施行される古馬による平地競走の重賞。呼称のみであり、達成ボーナスなどは制定されていない。
達成馬はアトラス（1967年北九州記念、1968年小倉大賞典、1969年小倉記念）、ロッコーイチ（1974年北九州記念、1975年小倉記念・小倉大賞典）、ミヤジマレンゴ（1976年北九州記念・小倉記念、1978年小倉大賞典）、メイショウカイドウ（2004年・2005年小倉記念、2005年小倉大賞典・北九州記念）が達成した。
アトラスは当時小倉競馬場で行われていた重賞をすべて優勝している。また、メイショウカイドウは2005年に同一年制覇を成し遂げている。中央競馬の場内放送でも、小倉競馬場で誘導馬となったメイショウカイドウが登場した際に「小倉三冠馬」と紹介した。
2006年、北九州記念の施行距離がそれまでの1800mから1200mに大きく短縮されたことにより「小倉三冠」の呼称は使われなくなった。

### イギリス
- BHBサマー三冠[96] - コロネーションカップ・オークスステークス・ダービーステークス・プリンスオブウェールズステークスのうちいずれか1戦、エクリプスステークス、キングジョージ6世&クイーンエリザベスステークス

英国競馬公社（BHB）が2003年に創設した、夏季に行われる主要競走で設定された「三冠」報奨制度である。一冠目はコロネーションカップ・オークスステークス・ダービーステークス・プリンスオブウェールズステークスのいずれかを勝てばよい。三冠達成報酬は100万ポンド。さらにBHBサマー三冠達成馬が同年のインターナショナルステークスに優勝するとBHBグランドスラムとなり、ボーナス500万ポンドが支払われることになっていた。現在は廃止されている。
達成馬なし。

### 東ドイツ
- 東ドイツ三冠[97] - 3歳春季ツフト賞（Frühjahrszuchtpreis der Dreijährigen）、東ドイツダービー（Derby der DDR）、3歳秋季大賞典（Großer Herbstpreis der Dreijährigen）

達成馬はFaktotum、Gidron、ロンバー（Lomber）の3頭。

### ソビエト連邦
- 旧ソビエト連邦三冠[98][99] - МИカリーニン記念、ボリショイ・フシエソユツニー賞（Bolszoj Vsiesoyuzny Priz、ソビエト・ダービー）、ソビエト社会主義共和国賞

МИカリーニン記念は2歳馬最大の競走。ボリショイ・フシエソユツニー賞（ソビエト・ダービー）は3歳馬の競走。ソビエト社会主義共和国賞はモスクワで行われる古馬の競走。
達成馬は、1963年から1965年にかけて達成したアニリンなどで、アニリン以前には第二次世界大戦前の達成馬が2頭いる。

### シンガポール
- 3歳以上・シンガポール三冠[46][100] - ラッフルズカップ、クイーンエリザベス2世カップ、シンガポールゴールドカップ
- スプリント三冠[46][100] - ロケットマンスプリント、マーライオントロフィー、ライオンシティカップ
- 4歳三冠[46] - シルヴァーボウル、スチュワーズカップ、シンガポールダービー

### マカオ
- マカオ三冠[46][101] - マカオギニーズ、マカオダービー、マカオ金杯

初戦のマカオギニーズは3・4歳馬、国内最高賞金のマカオダービーは4歳馬、マカオ金杯は全年齢対象だった。

## 異説

### ヨーロッパ
- 欧州三冠[102] - ダービーステークス、キングジョージ6世&クイーンエリザベスステークス、凱旋門賞

達成馬はMill Reef（1971年）、Lammtarra（1995年）。
ヨーロッパの3大レースを制した馬に対する便宜的な呼称であり、日本でのみ使用されている。

### フランス
- 3歳三冠（異説） - リュパン賞、ジョッケクルブ賞、パリ大賞典

JRA賞馬事文化賞を受賞した『サラブレッドの誕生』（山野浩一）p120では、「イギリスとは違った三冠体制」としてリュパン賞、ジョッケクルブ賞、パリ大賞典の3競走をあげる。著者によれば、プール・デッセ・デ・プーランやロワイヤルオーク賞のようなイギリスの2000ギニー、セントレジャーを模した競走もあるけども、これらは「イギリスで書かれたフランスの競馬に関する記述では、これらのレースがあたかもフランス競馬の根幹となる大レースのように書かれていて、日本でもイギリスの書物だけでフランス競馬を知って誤解している人も多かった」とする。
達成馬はStuart（1888年）、Ajax（1904年）、Hotweed（1929年）、Mieuxce（1936年）、Clairvoyant（1937年）、Le Pacha（1941年）、Charlottesville（1960年）。2005年にリュパン賞が廃止された。

## 三冠馬同士の主な直接対決
世界的に三冠馬同士の直接対決の事例は全部で十数例と極めて少ないが、牝馬による三冠馬を含めて日本語の信頼及び検証が可能な文献で記録に残されている主なものとしては、ブラジルとアメリカ合衆国、日本の3国の事例がある。本節ではその三冠馬対決の全記録を記す。
| 年   | 競走名                                                               | 1頭目              | 1頭目 | 2頭目            | 2頭目 | 3頭目                  | 3頭目 | 備考                        |
| 年   | 競走名                                                               | 馬名               | 着順  | 馬名             | 着順  | 馬名                   | 着順  | 備考                        |
| ---- | -------------------------------------------------------------------- | ------------------ | ----- | ---------------- | ----- | ---------------------- | ----- | --------------------------- |
| 1960 | ブラジル 第28回ブラジル大賞                                          | ファーウェル       | 1     | エスコリアル     | 2     |                        |       |                             |
| 1978 | アメリカ合衆国 第6回マールボロカップインビテーショナルハンデキャップ | シアトルスルー     | 1     | アファームド     | 2     |                        |       |                             |
| 1978 | アメリカ合衆国 第60回ジョッキークラブゴールドカップステークス        | シアトルスルー     | 2     | アファームド     | 5     | 勝ち馬：エクセラー     |       |                             |
| 1984 | 日本 第4回ジャパンカップ                                             | シンボリルドルフ   | 3     | ミスターシービー | 10    | 勝ち馬：カツラギエース |       |                             |
| 1984 | 日本 第29回有馬記念                                                  | シンボリルドルフ   | 1     | ミスターシービー | 3     |                        |       |                             |
| 1985 | 日本 第91回天皇賞・春                                                | シンボリルドルフ   | 1     | ミスターシービー | 5     |                        |       |                             |
| 2012 | 日本 第32回ジャパンカップ                                            | ジェンティルドンナ | 1     | オルフェーヴル   | 2     |                        |       |                             |
| 2020 | 日本 第40回ジャパンカップ                                            | アーモンドアイ     | 1     | コントレイル     | 2     | デアリングタクト       | 3     | 日本初の三冠馬3頭による対決 |